# Jangtse-Glattschweinswal
Der Jangtse-Glattschweinswal (Neophocaena asiaeorientalis (asiaeorientalis)) ist eine Art oder Unterart aus der Familie der Schweinswale, die ausschließlich im Jangtse-Fluss in der Volksrepublik China vorkommt. Die Systematik der Glattschweinswale ist umstritten.

## Merkmale
Glattschweinswale erreichen eine Länge von 1,30 bis 2,27 Metern und werden etwa 40 bis 72 Kilogramm schwer. Die maximale Länge und das Maximalgewicht werden jedoch nur selten erreicht. Die Schädellänge liegt bei 21 bis 29,5 cm. Die Schnauze ist breit, kurz und zwischen 7,7 bis 9,7 cm lang. Der Kopf ist abgerundet und stumpf, mit einer steilen Stirn. Sie haben kleine Augen und kleine Zähne. Die Rückenflosse fehlt, stattdessen sind hinten Reihen von körnigen Erhebungen, die sich bis zur Vorderseite der Schwanzflosse erstrecken. Jüngste Forschungen ergeben, dass diese mit dem Nervensystem verbunden sind.
Im Unterschied zu den meisten anderen Walen, deren Körper sich muskulös und fest anfühlt, ist der Rumpf des Jangtse-Glattschweinswal relativ weich. Die Färbung ist grau. Neugeborene sind dunkelgrau und werden mit zunehmendem Alter heller.

## Lebensweise
Dieser Glattschweinswal ist sehr aktiv, schwimmt knapp unter der Oberfläche und überrascht mit plötzlichen, blitzschnellen Bewegungen. Wenn sie auftauchen – wobei sie sich gerne auf die Seite drehen –, bleibt die Wasseroberfläche beinahe ohne Bewegung. Sie stecken gelegentlich den Kopf aus dem Wasser, um sich umzusehen, springen aber sehr selten. Sie sind- im Gegensatz zu den Verwandten im Meer- recht lebendig und haben sich am Bootsverkehr gewöhnt. Die Glattschweinswale sind sehr gesellige Tiere. Meist sind sie in kleinen Gruppen von 3 bis 6 Tieren, selten bis zu 20 Tiere oder alleine unterwegs. Jungtiere bleiben stets am Rücken der Mutter. Wenn schlechtes Wetter bevorsteht, holen sie öfters Luft wegen des niedrigen Luftdrucks. Sie haben die Fähigkeit, durch
Lautäußerungen zu kommunizieren. Klicken, Pfeifen und Quietschen dienen der sozialen Bindung, der Navigation und der Suche nach Beute. Forscher haben sogar individuelle Stimmsignaturen gefunden, die es ihnen ermöglichen, sich gegenseitig zu erkennen. Männchen sind im Alter von 4–5 Jahren, Weibchen im Alter von 5–6 Jahren geschlechtsreif. Die Tragzeit beträgt 11 Monate, die Stillzeit beträgt 6–15 Monate. Die durchschnittliche Lebenserwartung der Tiere beträgt 20–30 Jahre, das älteste Tier wurde 33 Jahre alt.
Ihre Nahrung besteht aus kleinen Fischen, Krebsen und Garnelen.

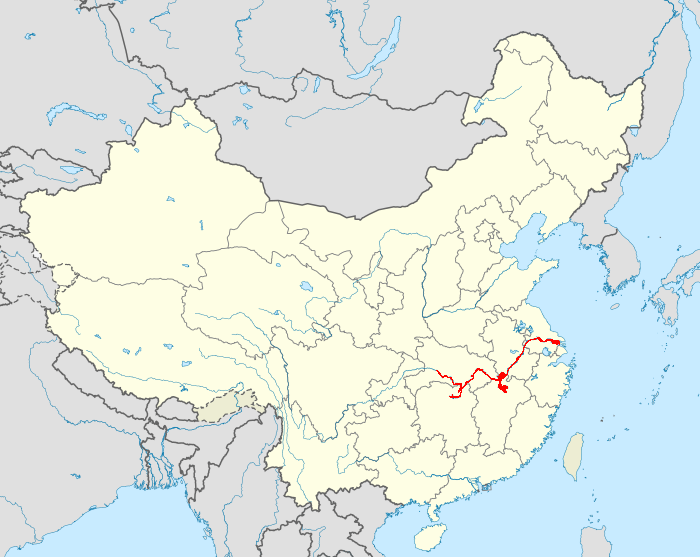
Verbreitung des Jangtse-Glattschweinswals

## Lebensraum und Verbreitung
Das Verbreitungsgebiet der Art ist begrenzt auf einen 1.700 Kilometer langen Abschnitt des Jangtsekiang samt seinen Nebenflüssen und Seen in Zentral- und Ostchina. Dieser reicht von der Mündung ins Ostchinesische Meer nahe Shanghai bis zum Mittellauf nahe dem Dreischluchten-Staudamm. Jetzt ist es stark geschrumpft bis auf den Jangtsekiang an sich und den Dongting-See und den Poyang-See. Das Verbreitungsgebiet der Glattschweinswale reicht nicht über diesen Flussabschnitt hinaus, da sich daran Stromschnellen als natürliches Hindernis anschließen.

## Systematik
Im 18. Jahrhundert wurden insgesamt vier Glattschweinswalarten beschrieben, wobei die Beschreibung in den meisten Fällen nur auf einem einzigen Exemplar beruhte. Die Gattung wurde 1899 durch den amerikanischen Zoologen Theodore Sherman Palmer beschrieben. Im 20. Jahrhundert galt die Gattung als monotypisch mit Neophocaena phocaenoides als einziger Art und drei Populationen oder Unterarten. 2011 wurde eine zweite, schon 1972 beschriebene Art revalidiert und die Gattung Neophocaena damit in die Arten Glattschweinswal (Neophocaena phocaenoides) und Östlicher Glattschweinswal (Neophocaena asiaeorientalis) aufgespalten. Letzterer wurde in zwei Unterarten aufgeteilt: den Jangtse-Glattschweinswal (N. a. asiaeorientalis) und die häufigere im Salzwasser lebende Unterart N. a. sunameri aus südkoreanischen und japanischen Gewässern.
Eine Studie aus dem Jahr 2018 sieht in den beiden Unterarten von N. asiaeorientalis jedoch zwei eigene Arten. Die signifikante Differenzierung der Populationen, der seit langer Zeit fehlende Genfluss und die einzigartige Divergenz durch die Anpassung an die unterschiedlichen Lebensräume, Salzwasser und Süßwasser, machten demnach deutlich, dass es sich um zwei Arten handelt. In diesem Fall beschreibt der wissenschaftliche Name N. asiaeorientalis den Jangtse-Glattschweinswal und N. sunameri den Östlichen Glattschweinswal, was der ursprünglichen Beschreibung von Pilleri und Gihr aus dem Jahr 1972 entspricht. Die Einordnung hat sich bisher nicht durchgesetzt.

## Gefährdung und Bestandsentwicklung

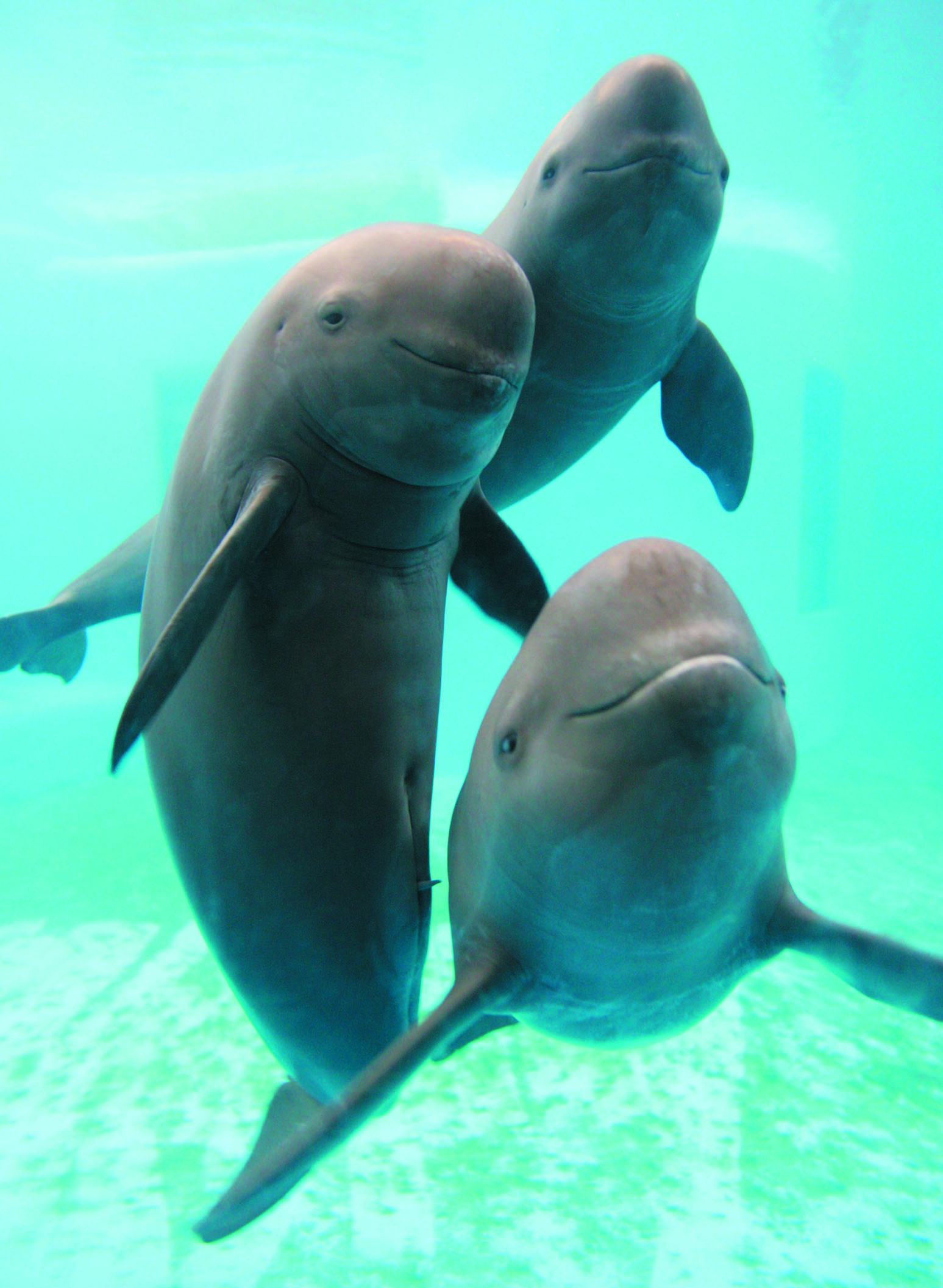
Jangtse-Glattschweinswale in Hälterung bei der Chinesischen Akademie der Wissenschaften

Durch die starken Eingriffe in den Lebensraum ist der Jangtse-Glattschweinswal sehr selten geworden. Die Wahrscheinlichkeit, in den nächsten 100 Jahren auszusterben, wird als hoch bewertet. Die IUCN listet den ihn in der Kategorie „vom Aussterben bedroht“ (Critically Endangered). In den letzten 40 Jahren ist der Bestand der Jangtse-Glattschweinswale rapide gesunken. So gab es in den 1990ern noch 3600 Tiere, nach einer Zählung im Jahr 2006 nur noch 1800, im Jahr 2017 noch 1012 Tiere. Danach hat sich der Bestand etwas erholt, bei einer Zählung am 28. Februar 2022 gab es 1249 Tiere, davon 595 im Jangtsekiang, 492 im Poyang-See  und 162 im Dongting-See.

### Ursachen
Die Gefahren für die Glattschweinswale sind erheblich. Der stark gestiegene Schiffsverkehr führt häufig zu Kollision mit den Walen und beeinträchtigt durch den großen Lärmpegel ihre Kommunikation und Orientierungsfähigkeit. Viele Glattschweinswale verenden auch als Beifang in Netzen oder sterben durch illegale Fischfangmethoden. Die Sandbaggeraktivitäten auf dem Jangtse verändern den Flussgrund und beeinträchtigen darin lebende Kleinstlebewesen und die Beutefische der Wale. Durch die Überfischung wird die Beuteknappheit für den Schweinswal zusätzlich verstärkt. Vereinzelt kommt es auch zu Umweltunfällen am Jangtse, die im schlimmsten Fall zur Vergiftung ganzer Walgruppen führen.

### Schutz
Um die Artenvielfalt entlang des Flusses weiterhin zu erhalten, verhängte China im Januar 2020 ein vollständiges Fischereiverbot in 332 Schutzgebieten im Flussbecken des Jangtse-Flusses. Dieser Schritt wurde später auf ein 10-jähriges Moratorium für die Hauptströme und die bedeutenden Zuflüsse des Jangtse-Flusses ab dem 1. Januar 2021 erweitert.
Am 4. Februar 2021 überarbeitete China die Liste der gefährdeten Wildtiere des Landes und hob den Schutz von 65 Wildtierarten, darunter der Jangtse-Glattschweinswal, von der zweithöchsten auf die strengste Schutzstufe 1 an. Internationale Organisationen wie der WWF setzen sich intensiv für den Schutz der Art ein und arbeiten dafür mit den chinesischen Institutionen und Behörden zusammen.
Aufgrund der anhaltenden Schutzbemühungen konnten Schweinswale an Orten, an denen sie bereits verschwunden waren, wie Nantong oder Yangzizhouzhen am Ganjiang (Nebenfluss des Jangtsekiang) wieder gesichtet werden.
Zusätzlich wurde ein Zuchtprogramm in menschlicher Obhut gestartet. Das Baiji-Delfinarium wurde 1992 am Institut für Hydrobiologie der Chinesischen Akademie der Wissenschaften in Wuhan gegründet und ermöglicht die Untersuchung von Faktoren, die den Schweinswal betreffen, insbesondere die Reproduktionsbiologie wie saisonale Veränderungen der Fortpflanzungshormone und des Paarungsverhaltensverhaltens. Im Jahr 2005 wurde erstmals ein Jungtier geboren. Seitdem konnten viele erfolgreiche Geburten verzeichnet werden, inzwischen auch in zweiter Generation.